# 3968 Koptelov
3968 Koptelov је астероид главног астероидног појаса са средњом удаљеношћу од Сунца која износи 2,322 астрономских јединица (АЈ).
Апсолутна магнитуда астероида је 12,9.